# كاتدرائية سانت ماثيو
كاتدرائية القديس متى هي كنيسة كاثوليكية في الخرطوم، عاصمة السودان. تطل الكاتدرائية على ضفاف النيل الأزرق، بجوار جسر المك نمر. وهي مقر رئيس أساقفة الخرطوم، مع أن الأسقف قد نزح حاليًا بسبب الحرب الأهلية السودانية 2023.
أُنشئت الكنيسة برعاية القديس متى الرسول. يشبه هذا المبنى قلعةً من قلاع القصص الخيالية بأبراجها المتنوعة والرفيعة ونوافذها الكبيرة.

## تاريخ
اقيمت النيابة الرسولية للسودان أو وسط أفريقيا عام ١٨٤٦ برئاسة المونسنيور أنيتو كاسولاني. وبُنيت كنيسة صغيرة عام ١٨٤٧ لتكون بمثابة كاتدرائية. وفي عام ١٨٧٢، عُهد بالنيابة الرسولية إلى رهبان القلب الأقدس، بقيادة القديس دانيال كومبوني، الذي كان نائبًا رسوليًا من عام ١٨٧٢ حتى وفاته عام ١٨٨١.
سيطرت القوات المهدية على المدينة عام ١٨٨٥، ودمرت الكنيسة وجميع البعثات التبشيرية في البلاد. انتهت الحرب على الدوله المهدية عام ١٨٩٨ بمعركة أم درمان، واستؤنفت أعمال التبشير في العام التالي. عندما بنى البريطانيون مدينة الخرطوم الحديثة عاصمةً للسودان الأنجليزي-المصري، شُيّدت كاتدرائية جديدة. اكتمل بناؤها عام ١٩٠٨ على الطراز الروماني الحديث ، وتضم ثلاثة صحون وبرجًا عاليًا.

### حديث

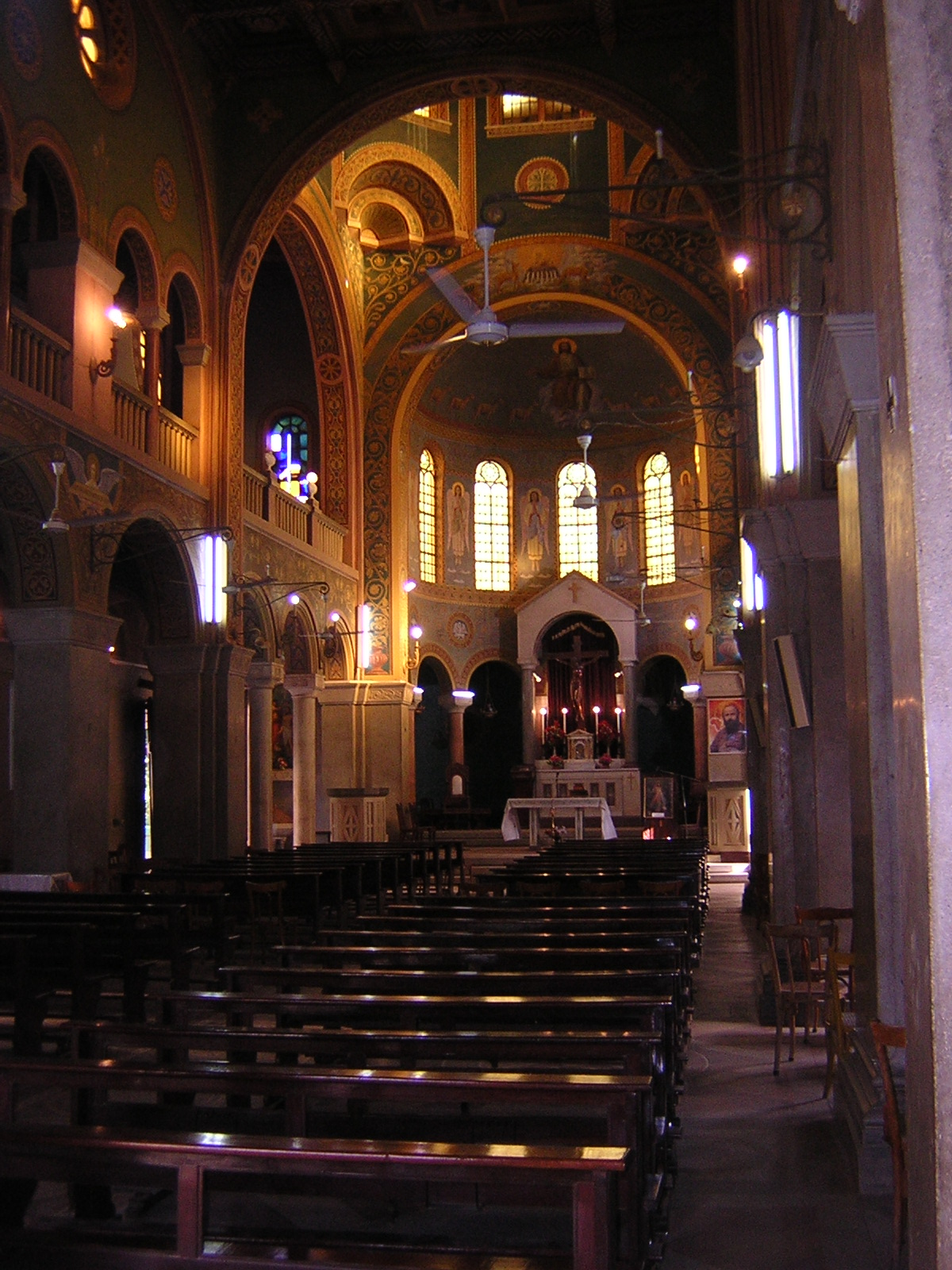
لكتدرية من ئلداخلا

في خضم الحرب الأهلية السودانية، التي بدأت في عام 2023، اضطر رئيس أساقفة الخرطوم، مايكل ديدي أدجوم مانجوريا، إلى النزوحع لى بورتسودان، حيث ظل هناك حتى أكتوبر 2024. تعرض الجزء الداخلي والخارجي للمبنى لأضرار بالغة خبسببمعركة الخرطوم ، على الرغم من أن الهيكل نفسه مستقر.